# Карлович, Томас
Томас Фелипе Карлович (исп. Tomás Felipe Carlovich; 20 апреля 1949, Росарио, Аргентина — 8 мая, 2020; там же) — аргентинский футболист, полузащитник.

## Биография
Томас Карлович (хорв. Karlović) родился 20 апреля 1949 года в Росарио в хорватской семье. Был последним ребёнком в семье из семи братьев и сестёр.

## Карьера
В 1969—1970 годах играл за «Росарио Сентраль». Сыграл 1 матч в высшем дивизионе чемпионата Аргентины.
В 1971 году играл за «Фландрию».
В 1972—1974 годах играл за клуб «Сентраль Кордова» (Росарио).
В рамках подготовки к чемпионату мира 1974 сборная Аргентины сыграла товарищеский матч против команды, собранной из уроженцев города Росарио. В «сборной Росарио» было по 5 игроком из «Росарио Сентраль» и «Ньюэллс Олд Бойз» и Карлович. После 1-го тайма команда из Росарио вела со счётом 3:0. Главный тренер сборной Аргентины, Владислао Кап, попросил своего коллегу убрать Карловича с поля перед 2-м таймом. В итоге, команда Томаса победила со счётом 3:1.
В 1976 году играл за «Индепендьенте Ривадавия». В одном из товарищеских матчей команда победила итальянский «Милан» со счётом 4:1.
В 1977 году играл за «Колон». Сыграл 2 матча в чемпионате Аргентины.
В 1976 году был вызван в сборную Аргентины на один из товарищеских матчей перед чемпионатом мира 1978, но не прибыл в расположение команды.
В 1970-х годах отказался от перехода в американский «Нью-Йорк Космос», куда его звал Пеле.
В 1978 году играл за «Сентраль Кордова».
В 1978—1979 годах играл за «Депортиво Маипу». В 1979 году команда в товарищеском матче победила миланский «Интер» со счётом 3:1.
В 1979 году играл за «Андес Тальерес». В одном из товарищеских матчей команда победила «Милан» со счётом 3:2.
С 1980 по 1983 год и в 1986 году играл за «Сентраль Кордова».

## Смерть
Днем 6 мая 2020 года на северо-западе Росарио в районе Лудуэнья на Карловича напал мужчина, ударил по голове и украл его велосипед. Томас ударился головой, упав на асфальт, был введен в медикаментозную кому, и утром 8 мая скончался в госпитале Клементе Альвареса, не перенеся операции.

## Признание
По манере игры его сравнивают с такими футболистами, как Редондо и Рикельме. Признаётся одним из самых талантливых игроков своего времени, несмотря на то, что почти всю карьеру провёл в низших дивизионах Аргентины. Считается, что Карлович не реализовал в полной мере свой талант, так как не хотел покидать родной город и страну. Были у него и проблемы с дисциплиной — пропускал игры и тренировки. «Марадона, которого не было» — так про него пишут в СМИ. Карьере в большом футболе мешал и характер спортсмена: «личность-интроверт и отшельник, пренебрегающий любой идеей успеха». Сам Карлович говорил: «У меня не было других амбиций, кроме как играть в футбол».

### Отзывы
- Хосе Пекерман: «Самый замечательный футболист, которого я когда либо видел»[5].
- Карлос Григуоль: «Он феномен игрока, но он не любит жертв, поэтому он не победил. Он играл со мной в „Сентраль“ и предпочитал ходить на охоту или рыбалку»[5].
- Диего Марадона: «Он был лучше меня»[9].
- Хорхе Вальдано: «Карлович — символ романтического футбола, которого практически больше не существует»[4].
- Убальдо Фильоль: «Талант, который сегодня можно было бы сравнить с Редондо или Камбьяссо, или, возможно, раньше, с Овечкой Тельчем. У него была магия, которая отличает этих трёх игроков»[16].
- Виктор Боттанис[англ.]: «У него было всё, чтобы добиться успеха в большом футболе, но он предпочёл спокойствие своего города»[4].